# Munții Frunții

Modelare 3D - Munţii Frunţii

Munții Frunții  sunt o grupă muntoasă a munților Iezer-Păpușa-Făgăraș, aparținând de lanțul muntos al Carpaților Meridionali. Cel mai înalt pisc este Vârful Munțișor, având 1.534 m. 